# Carcinome canalaire in situ
Wikipédia ne donne pas d'avis médical : seul un professionnel (médecin, pharmacien, etc.) est habilité à le faire.

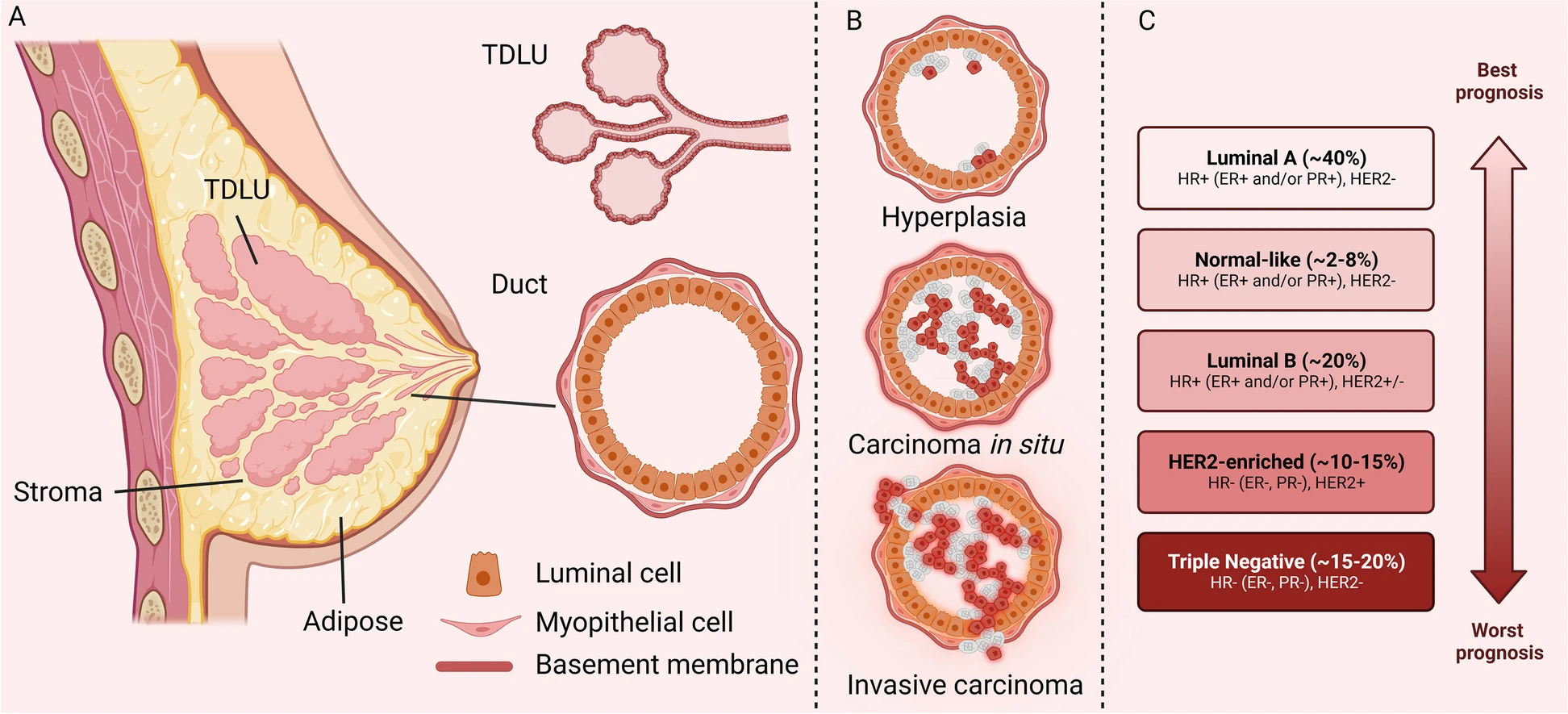
Structure du sein et origine cellulaire du cancer du sein. Partie A. Le sein comporte 15 à 25 lobes mammaires, chacun étant une glande indépendante. Partie B L'unité canalaire-lobulaire terminale (TDLU) est la région anatomique précurseurs (hyperplasie et carcinome in situ) des cancers du sein. Les canaux (DUCT) sont composés de cellules luminales bordant la lumière du canal et myoépithéliales entourées d'une membrane basale. Si les cellules cancéreuses traversent la membrane basale des conduits ou des lobules, elles se propageront aux tissus environnants et le cancer sera envahissant. Partie C Les sous types de cancer du sein selon la présence ou pas de récepteur sur les cellules cancéreuses.

Le carcinome canalaire in situ est caractérisé par la prolifération anormale de cellules épithéliales au sein du système canalaire-lobulaire du sein. Il représente environ 20 % des cas de cancer du sein nouvellement diagnostiqués,,. Histologiquement, le carcinome canalaire in situ a été classé en   comédo, papillaire, solide, cribriforme et micropapillaire. Il existe le même systéme de grade histologique que la cancer du sein avec des lésions de bas grade (I), de grade intermédiaire (II) et de haut grade (III) ; ces derniers sont associés à une probabilité plus élevée de carcinome canalaire invasif. Le  carcinome canalaire in situ est généralement considéré comme un précurseur direct du carcinome canalaire invasif. Environ 25 à 60 % des cas des carcinomes canalaire in situ non traités ont évolué vers un cancer invasif dans les 9 à 24 ans suivant le suivi, sur la base de statistiques fait sur des échantillons de taille limitée,,,.
Le carcinome canalaire in situ est souvent classé comme stade non invasif ou pré-invasif du cancer du sein. Néanmoins, la compréhension des causes sous-jacentes du carcinome canalaire in situ ainsi que de la façon dont il évolue pour devenir invasif est limitée,. Notamment, des similitudes et des différences ont été observées entre le carcinome canalaire in situ et le cancer canalaire invasif. Au fil des années, l'augmentation rapide de l'incidence du carcinome canalaire in situ a accompagné l'adoption généralisée de la mammographie (principalement basée sur les calcifications détectées lors du dépistage),,. Dans ce contexte, les calcifications mammographiques sont plus fréquemment détectées dans le carcinome canalaire in situ que dans le cancer canalaire invasif. Un cancer canalaire invasif présentant des calcifications à la mammographie est plus susceptible d'être associé à un  carcinome canalaire in situ synchrone de haut grade.

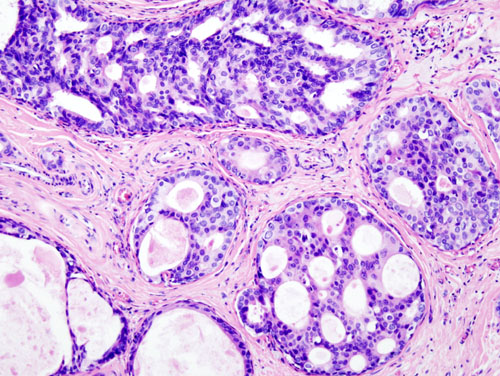
Carcinome canalaire in situ. HE, x400

La caractéristique histologique qui distingue principalement le carcinome canalaire in situ de l'invasif est que les cellules tumorales du carcinome canalaire in situ restent confinées au système canalaire-lobulaire mammaire sans envahir le système canalaire-lobulaire mammaire. le parenchyme environnant, la couche myoépithéliale et la membrane basale sont intacts, tandis que les cellules tumorales de l'invasif se sont échappées de la couche myoépithéliale et se sont propagées dans les tissus environnants. Sur la base des caractéristiques moléculaires, certaines études ont classé le carcinome canalaire in situ en quatre sous-types intrinsèques similaires à ceux du cancer canalaire ; ceux-ci incluent les sous-types luminal A, luminal B, le HER2/ERBB2 positifs et le triple négatif. Cependant, il existe une variation dans la prévalence, car le sous-type HER2-positif est plus fréquemment observé dans le carcinome canalaire in situ que dans l'invasif (environ 35 % contre 15 à 20 %, respectivement),. Notamment, différents sous-types intrinsèques de carcinome canalaire in situ ont été associés à des microenvironnements tumoraux  et à des voies évolutives distincts par rapport à l'invasif.21 Le carcinome canalaire in situ et l'invasif  partagent certains facteurs de risque qui contribuent à leur incidence ; ceux-ci incluent l'âge, les antécédents familiaux, la densité mammaire et l'hormonothérapie. Le carcinome canalaire in situ n'est pas considéré comme une maladie potentiellement mortelle et est lié à un taux élevé de survie globale et à une espérance de vie normale.23 Après les traitements, le taux de récidive global du carcinome canalaire in situ est d'environ 20 %, dont 50 % sont des récidives in situ tandis qu'un autre 50 % de récidive invasive. Il est donc essentiel d'identifier l'initiation de ces lésions et les relations entre elles.
Différentes études se sont appuyées sur une variété d'échantillons de populations et sur diverses techniques, ce qui a rendu nécessaire une revue systématique de toutes ces études connexes pour obtenir une image claire des mécanismes biologiques précis connus sous-tendant la transition carcinome canalaire in situ-invasif. Les aspects cliniques et pathologiques Les marqueurs actuellement utilisés pour prédire le pronostic reposent principalement sur une combinaison de facteurs, notamment l'âge du patient, les marges chirurgicales, la taille de la tumeur et le grade nucléaire. Cependant, tous ces facteurs ne permettent pas de prédire le pronostic de manière indépendante avec un niveau de confiance élevé,,,. Ainsi, la question de savoir quelle est  le traitement adéquate pour le carcinome canalaire in situ reste sans réponse.

## Diagnostic

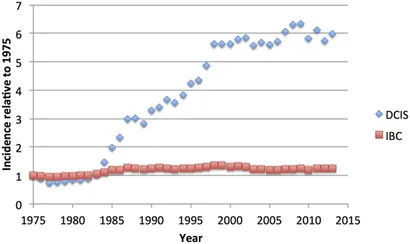
Incidence des nouveaux cas du cancer canalaire in situ et cancer invasif du sein depuis 1973 aux USA.L'augmentation du diagnostic et des traitements des CCIS ne s'accompagne pas d'une baisse des cancers du sein. Beaucoup des CCIS ne se seraient pas transformé en cancer invasif.

De nos jours, il est généralement détecté dans le cadre d'un programme de dépistage par mammographie, mais peut occasionnellement   se présenter sous la forme d'une masse palpable ou d'autres symptômes physiques comme un écoulement du mamelon.
La biopsie au trocart ou une biopsie avec un trocart assistée par le vide est préférable à la biopsie à l'aiguille. Une macrobiopsie stéréotaxique assistée par le vide est recommandée. en cas de microcalcifications étendues ou de foyers multiples avec indication potentielle de  mastectomie totale, plusieurs biopsies peuvent être faite.
La taille de l"échantillon doit mesurer au minium 2 mm, mais beaucoup d'équipes françaises préfèrent une taille minimum de 3 mm. Environ 8 % des biopsies au trocart sont initialement diagnostiquées comme un carcinome canalaire in situ , et ce diagnostic est confirmé dans environ 74 % des cas après excision.
Le CCIS est donc défini par « la prolifération de cellules malignes à l'intérieur du réseau galactophorique, sans franchissement de la membrane basale détectable au microscope optique. ». L'aspect histologique du tissu est peu contributif pour la prise en charge de cette maladie.
Les tumeurs de haut grade cytologique , qui représentent 42 à 53 % des cas de cancer canalaire in situ , sont considérées comme un facteur de risque élevé de récidive,,et de mortalité spécifique au cancer du sein, bien que certaines études ne  montrent un tel effet,.

## Stratégie thérapeutique
Bien que le nombre de diagnostic de cancer canalaire in situ augmente considérablement avec l'essor du dépistage, il ne s'est pas accompagné du nombre de cas de diagnostic du cancer du sein invasif suggérant que beaucoup des cancers canalaires in situ ne seraient pas transformés en cancer invasif. Le choix du traitement d'un cancer canalaire in situ est donc un défi. Les enjeux des différents options doivent clairement expliqués à la patiente. Les convictions des médecins sont aussi très diverses.

### Surveillance
En France, il n’est pas recommandé aujourd’hui de proposer une surveillance active comme alternative au traitement local, en dehors d’essais cliniques.

### Chirurgie
Il existe deux types de chirurgie pour le CCIS : la chirurgie conservatrice et la mastectomie. La chirurgie conservatrice amène souvent un résultat esthétique satisfaisant, avec une conservation du sein. Toutefois, des conditions strictes doivent être respectées pour assurer l'efficacité du traitement et minimiser le risque de rechute.
Pour les deux types, l'acte chirurgical est suivi de douleurs persistantes dans 13 % des cas.

#### Chirurgie conservatrice
La chirurgie conservatrice consiste à enlever les cellules tumorales et les tissus sains qui les entourent, l'objectif étant de conserver la plus grande partie des seins. La chirurgie conservatrice (tumorectomie) est contre-indiquée si « les lésions sont étendues ou multiples, ne pouvant être enlevées de façon carcinologiquement satisfaisante avec un résultat esthétique acceptable. »

#### Mastectomie
La chirurgie non conservatrice enlève la totalité du sein (avec l’aréole et le mamelon). Une reconstruction immédiate doit être systématiquement proposée. En cas d'ablation totale du sein, le sur-risque lié à la présence d'un CCIS disparaît. Le risque de développer un nouveau carcinome ou un cancer du sein est alors égal à celui rencontré dans la population féminine. La mastectomie peut être combinée avec une opération de chirurgie reconstructrice.

### Radiothérapie
En 2015, en cas de CCIS confirmé, la radiothérapie est recommandée après traitement chirurgical conservateur (avec marges d’exérèse ≥ 2 mm).En cas de traitement conservateur, il est clair aujourd'hui qu'une radiothérapie postopératoire réduit notablement le risque de rechute. Après traitement conservateur, la radiothérapie du sein pour un CCIS réduit d’environ 50% le risque de récidive locale. Cette démonstration provient de trois grandes études internationales (NSABP-B-17, OERTC et UKDCIS). Selon l'étude de 2013 déjà citée, la diminution du risque de récidive est à mettre en balance avec les risques associés au traitement par radiothérapie. En revanche, la radiothérapie ne réduit pas le risque de décès, qui est de toute façon extrêmement faible.
L'indication d'une radiothérapie est actuellement discutée surtout si la marge entre la lésion et le tissu est de plus de 10 mm,.
En France, une  radiothérapie complémentaire de la paroi thoracique n'est pas recommandée après mastectomie totale pour CCIS pur.

### Hormonothérapie
En 2015, les recommandations françaises ne recommander pas une hormonothérapie par tamoxifène après chirurgie conservatrice ou mastectomie
L'hormonothérapie adjuvante peut réduire les risques de récidive ipsilatérale et de cancer du sein controlatéral après un traitement conservateur pour un cancer canalaire in situ à récepteurs hormonaux positifs. Une méta-analyse de deux essai randomisé contrôlé a révélé que les risques de cancers du sein homolatéraux et controlatéraux étaient réduits d'environ 50 % après une un traitement conservateur suivie d'un adjuvant tamoxifène. La réduction absolue sur 10 ans était de 6,5 % pour tous les nouveaux événements mammaires après le traitement au tamoxifène, et le nombre nécessaire à traiter était de 15 pour prévenir un événement récurrent,. Sur la base de ces résultats, le recours à la thérapie endocrinienne a augmenté régulièrement,. Un vaste essai randomisé contrôlé (IBIS-II) a récemment comparé les risques de récidive locale après  un traitement conservateur entre des groupes ayant reçu un agent anti-œstrogène (tamoxifène) ou un inhibiteur de l'aromatase (anastrozole). Comme les deux traitements ont fourni des efficacités similaires, un traitement adjuvant de 5 ans utilisant du tamoxifène est toujours considéré comme le traitement endocrinien standard du cancer canalaire in situ après un  traitement conservateur.

## Du carcinome canalaire in situ  au cancer du sein
Le CCIS (carcinome canalaire in situ) se développe à partir des cellules épithéliales tapissant les canaux galactophores. Ces canaux ont pour fonction de conduire le lait produit par les lobules mammaires jusqu'au mamelon. À la phase initiale de prolifération des cellules cancéreuses, celles-ci n'ont pas encore la capacité de s'étendre au-delà du canal où il a pris naissance. La limite entre le canal et le tissu de soutien est la membrane basale. C'est donc le franchissement de cette membrane basale qui distingue le CCIS du cancer du sein (sous entendu « invasif »). Il semble aujourd'hui acquis que pratiquement tous les cancers du sein se développent à partir d'un CCIS.[réf. nécessaire]
Environ 20 % des CCIS ayant donné lieu à une intervention chirurgicale révèlent, après analyse histologique, la présence d'une forme envahissante (cancer du sein),.

### Voie de signalisation dans le cancer du sein

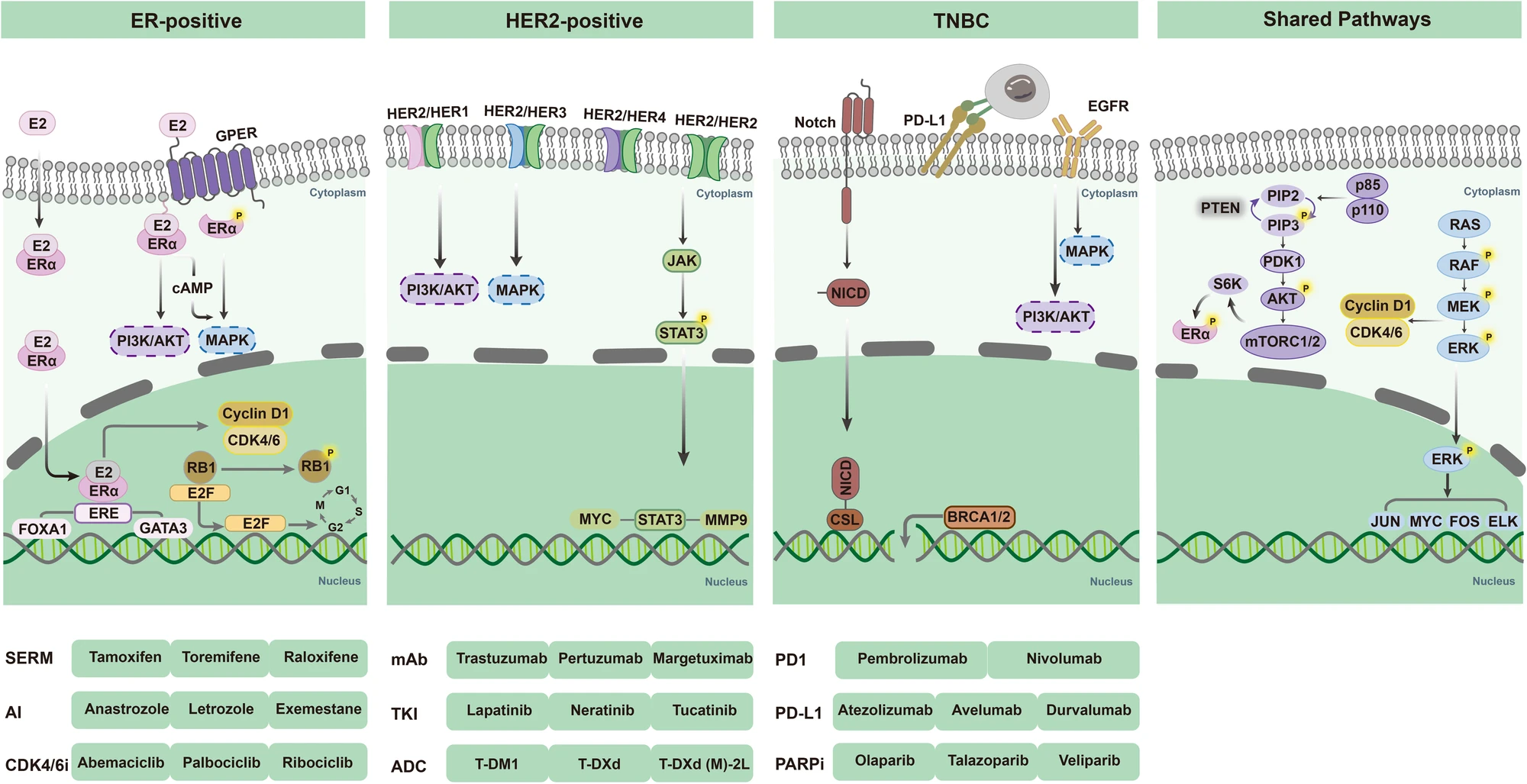
Voies de signalisation dans le cancer du sein.Le cancer du sein est une maladie hétérogène caractérisée par divers sous-types. Le développement et la progression du cancer du sein résultent de l’influence de voies de signalisation spécifiques et partagées par sous-type, ainsi que des interactions complexes entre elles. Les inhibiteurs qui ciblent ces voies de signalisation clés ont conduit à une amélioration du pronostic du cancer du sein. E2 Estradiol, RE récepteur des œstrogènes, ERE élément de réponse aux œstrogènes, GPER récepteur des œstrogènes couplé à la protéine G, HER2 récepteur 2 du facteur de croissance épidermique humain, TNBC cancer du sein triple négatif, EGFR récepteur du facteur de croissance épidermique, NICD domaine intracellulaire Notch

Les voies les plus importantes reconnues dans le cancer du sein, notamment la voie du récepteur des œstrogènes, la voie de signalisation HER2,, la voie de signalsation PI3K/AKT/mTOR,la voie MAPK, et la voie cycline D1/kinase dépendante de la cycline 4/6/protéine du rétinoblastome (cycline D1/CDK4/6/RB1).
L'implication de une ou plusieurs de ces voies de signalisation aboutit une classification moléculaire des cancer du sein.

#### Voie du récepteur des œstrogènes
L'exposition aux hormones constitue le principal facteur de risque du cancer du sein non génétique. Les deux principales hormones stéroïdes impliquées dans le cancer du sein sont l'œstrogène et la progestérone, qui sont liées à la croissance, la prolifération et la différenciation  des cellules mammaires. Une exposition plus élevée aux hormones augmente le risque de cancer du sein, y compris des règles précoces et une ménopause tardive. L'œstrogène est considéré comme un promoteur majeur du cancer du sein, en particulier pour le sous-type de cancer du sein RE-positif (récepteur aux estrogènes positif), et le type le plus courant d'œstrogène chez la femme est le 17β-estradiol. La liaison de E2 aux récepteurs des œstrogènes (principalement le récepteurs des œstrogènes α, codés par le gène ESR1) stimule la voie de signalisation génomique classique des récepteurs des œstrogènes, qui contribue finalement à l'augmentation du cancer du sein par augmentation  de la prolifération cellulaire et à la diminution de l' apoptose. Plus précisément, lorsqu'il est activé par la liaison avec le 17β-estradiol, le dimère œstrogène-récepteur se déplace vers le noyau cellulaire et s'engage avec des protéines corégulatrices et des séquences d'ADN spécifiques connues sous le nom d'éléments sensibles aux œstrogènes (estrogen responsive elements ERE). Ces interactions modulent davantage l'expression de gènes en aval tels que GATA3 et FOXA1 qui participent à l'initiation, à la progression et aux métastases du cancer du sein,. D'autre part, une voie de signalisation des récepteurs des estrogènes non génomique implique le protein-coupled estrogen receptor 1 (GPER). L'activation du GPER déclenche des cascades de signalisation telles que PI3K/AKT et Ras/MAPK, qui à leur tour régulent la transcription des gènes impliqués dans le développement du cancer du sein,,,.

#### Voie de signalisation HER2
La protéine HER2, codé par le gène ERBB2, est l'un des quatre membres de la famille des récepteurs du facteur de croissance épidermique , qui comprend HER1, HER2, HER3 et HER4. HER2 est surexprimé dans environ 15 à 20 % des cancers du sein, ce qui est corrélé à un phénotype très agressif et à un pronostic défavorable,. Bien que HER2 n'ait pas de ligand spécifique, il forme des homodimères ou des hétérodimères avec HER1, HER3 ou HER4 pour initier des voies de signalisation en aval,,. Dans le cancer du sein, l'activation de la signalisation HER2 déclenche en outre diverses signalisations en aval, telles que les voies de signalisation PI3K/AKT, MAPK et JAK/STAT, qui conduisent toutes à la prolifération, à la survie, à l'adhésion et aux métastases des cellules cancéreuses,.

#### Voie de signalisation PI3K/AKT
Les phosphatidylinositol 3-kinases  sont un groupe de kinases intracellulaires classées en trois classes (classes I, II et III). Parmi elles, les PI3K de classe I composées d'une sous-unité régulatrice (p85) et d'une sous-unité catalytique (p110) sont les plus impliquées dans l'oncogenèse,. Des mutations se produisent fréquemment dans la sous-unité p110α (codée par PIK3CA), mais la fréquence des mutations est particulièrement plus élevée dans les cancers du sein récepteur estrogène-positifs. Environ, des mutations de PIK3CA sont observées dans 40 % des cancers du sein récepteur estrogène positifs-positifs, 25 % des cancers du sein HER2-positifs et 9 % des cancers du sein triple négatif. Les mutations de PIK3CA conduisent à l'activation de PI3K, qui active des cibles en aval telles que l' AKT et la mTOR. L’activation excessive de la voie PI3K/AKT/mTOR est fortement liée au développement incontrôlé du cancer du sein. L'homologue de la phosphatase et de la tensine (PTEN) et la protéine inositol polyphosphate 4-phosphatase de type II (INPP4B) sont deux régulateurs négatifs cruciaux de la voie la voie de signalisation PI3K/AKT. Dans le cancer du sein, on observe souvent une diminution de l'expression de PTEN et INPP4B, renforçant encore l'activation de la voie PI3K/AKT/mTOR,, et la dérégulation de cette voie de signalisation est reconnue comme un mécanisme de résistance aux hormones endocriniennes et aux traitements ciblés anti-HER2 ,,.

#### Voie de signalisation MAPK/ERK
Les MAPK sont étroitement liées au pronostic du cancer du sein, car elles participent à la modulation des récepteurs hormonaux, à la réponse aux facteurs de croissance et aux thérapies ciblées,,. La voie MAPK est activée dans environ 50 % des cancers du sein, bien que les mutations du gène RAS , intervenant dans la voie canonique sont impliqués que dans 5% des cancers du sein à la différence des cancers colo-rectal et pancréatiques. À l’inverse, l’activation de la signalisation MAPK dans le cancer du sein est généralement considérée comme le résultat d’une signalisation constitutive en amont, telle que la voie de signalisation des récepteurs estrogènes et la surexpression de HER2. Dans les cancers du sein récepteurs estrogènes-positifs, les œstrogènes peuvent stimuler des facteurs de croissance tels que le facteur de croissance transformant bêta et le facteur de croissance analogue à l'insuline de type 1 (IGF-1), qui activent finalement la voie MAPK. Les MAPK activées peuvent également phosphoryler les récepteurs estrogènes , soit par des voies de signalisation directes ou indirectes, ce qui entraîne une efficacité transcriptionnelle durablement améliorée du récepteur.

#### Voie cycline D1/CDK4/6/RB1
Dans le cancer du sein, le complexe cycline D1/CDK4/6/RB1 joue un rôle crucial dans la prolifération cellulaire médiée par la signalisation du récepteur des estrogènes. En particulier, la présence d'œstrogènes dans les cancers du sein récepteur des estrogènes-positifs induit l'expression de la cycline D1 (codée par CCDN1) , entraînant l’activation de CDK4/CDK6. L'activité CDK4/6 conduit par conséquent à l'hyperphosphorylation de la protéine du rétinoblastome, facilitant la progression du cycle cellulaire et favorisant la prolifération cellulaire,. De plus, l'activation des voies MAPK et PI3K/AKT peut également conduire à la transcription de CCDN1 qui finalement s'active la voie cycline D1/CDK4/6/RB1.74 Les inhibiteurs de CDK4/6 sont indéniablement considérés comme l’une des avancées les plus significatives dans les traitements du cancer du sein au cours des deux dernières décennies. À la différence du cancer du sein récepteur des estrogènes-positifs, le cancer du sein triple négatif présente souvent une perte de l'expression de la protéine du rétinoblastome, ce qui les rend par conséquent insensibles aux inhibiteurs de CDK4/6 ,.

### Caractéristiques moléculaires du carcinome canalaire in situ et du carcinome canalaire invasif
La théorie traditionnelle supposait que le carcinome canalaire in situ et le carcinome canalaire invasif dérivaient des canaux galactophoriques , tandis que le carcinome lobulaire in situ et le carcinome lobulaire invasif provenaient des lobules. En 1973, les chercheurs montrent  que la plupart des carcinomes du sein à un stade précoce, y compris les types canalaires et lobulaires, proviennent de la même structure, à savoir l'unité ducto-lobulaire,. La structure canalaire de l'unité ducto-lobulaire se compose de deux couches de cellules, à savoir la couche de cellules épithéliales dans la lumière et la couche de cellules myoépithéliales (entourée par la  membrane basale). D'un point de vue morphologique, certains carcinomes canalaires in situ peuvent être visuellement distingués des carcinomes canalaires invasifs à l'étude microscopique, qui se caractérisent par une prolifération néoplasique au sein de l'unité lobulaire du canal terminal et un enrobage invariable par la membrane basale, tandis que de petits carcinome canalaire in situ doivent être différenciés des carcinome canalaires invasifs précoces par une combinaison de marqueurs myoépithéliaux ( cytokératine 5/6, la protéine tumorale p63 , la calponine, l'actine des muscles lisses α , etc),,. À ce jour, de nombreuses études ont exploré les événements génomiques des carcinomes canalaires in situ et en les comparant avec ceux des carcinomes canalaires invasifs, ils ont mis en lumière les distinctions entre carcinome canalaire in situ et carcinome canalaire invasif synchrones, carcinome canalaire in situ pur et carcinome canalaire in situ avec carcinome canalaire invasif synchrone, et carcinome canalaire in situ primaire et carcinome canalaire in situ ou carcinome canalaire invasif récurrents.

#### Carcinome canalaire in situ et carcinome canalaire invasif synchrones
Le carcinome canalaire in situ est fréquemment observé  dans des carcinomes du sein invasif. Pour identifier les marqueurs progressifs, un certain nombre d'études ont exploré les profils génomiques de carcinome canalaire in situ et carcinome canalaire invasif synchrones qui étaient généralement micro-disséqués dans le même échantillon de tumeur. Essentiellement, étant donné la ressemblance génétique notable observée entre le carcinome canalaire in situ synchrone et le carcinome canalaire invasif, on peut en déduire que le carcinome canalaire in situ synchrone est fondamentalement invasif, dans lequel des modifications invasives ont déjà eu lieu,,,,,. Bien que de légères disparités entre ces deux conditions aient été documentées, il existe un consensus limité concernant les altérations génomiques qui signifient des transitions. Les événements critiques associés à la transition du carcinome canalaire in situ au carcinome canalaire invasif peuvent survenir dans des lésions antérieures telles que le carcinome canalaire in situ pur ou éventuellement même dans les lésions précédant le carcinome canalaire in situ.

### Prolifération du CCIS
Le mode de prolifération du CCIS dépend de son degré de différenciation. Les CCIS bien différenciés ont tendance à se propager de façon discontinue au sein d'un même quadrant mammaire. Plusieurs foyers discontinus de CCIS séparés par des zones de tissu sain sont retrouvés dans 70% des CCIS bien différenciés. L’analyse des foyers cancéreux se font au moyen d’un examen microscopique de la pièce opératoire. On parle de lésions multifocales (plusieurs foyers) et mono centrique (un seul quadrant). Les CCIS peu différenciés ont en revanche un mode de prolifération continu, c'est-à-dire mono centrique, dans 90 % des cas. Les lésions multicentriques, qui atteignent donc plusieurs quadrants sont plus rares.